# クロトウゾクカモメ

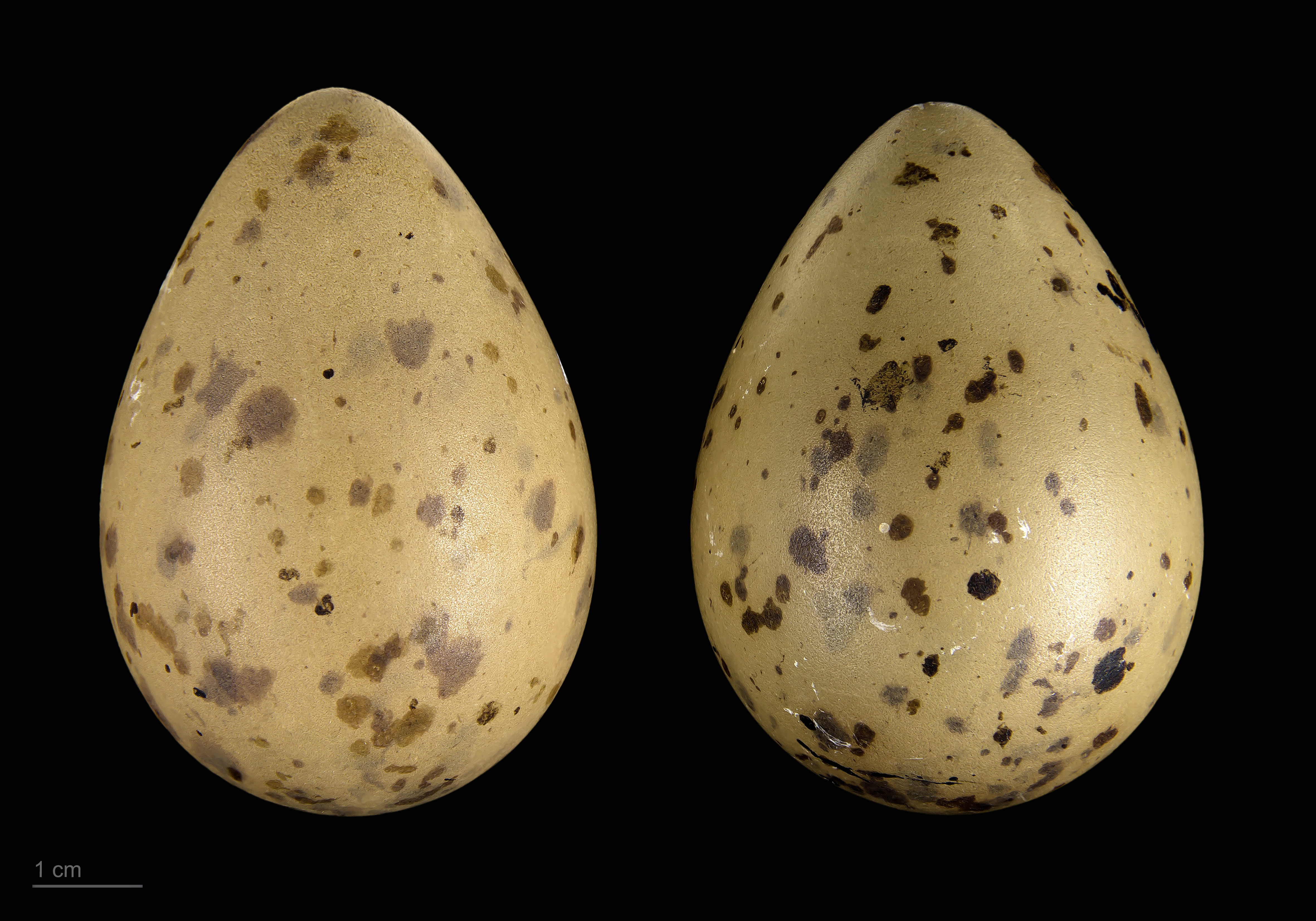
Stercorarius parasiticus

クロトウゾクカモメ（黒盗賊鴎、学名：Stercorarius parasiticus）は、チドリ目トウゾクカモメ科トウゾクカモメ属に分類される鳥類の一種である。

## 分布
ユーラシア大陸や北アメリカ、グリーンランドの極地で繁殖し、非繁殖期には北半球、南半球の外洋に広く分布する。
日本では旅鳥として、主に本州の中部以西の太平洋側の海上で観察されるが、数はそれ程多くない。ごくまれに内陸で観察されることがある。

## 形態
全長約44cm、翼開長約118cm。トウゾクカモメと似ているが、一回り小さい。体色は、淡色型から暗色型までさまざまなパターンがある。淡色型は目先から頭頂部にかけては黒褐色。のどから頸にかけては白く、側頸は黄色がかった白色。上胸に淡い黒色の帯がある。暗色型は全身が黒褐色。両型とも翼上面の初列風切の羽軸は白い。嘴と脚は黒色。
中央尾羽の2枚が突出しており、先は尖っている。

## 生態
非繁殖期は洋上で生活する。
他のトウゾクカモメ類と同じく、他の水鳥や海鳥の獲物を空中で奪い取る習性がある。